# Tes tendres années
Singles de Johnny Hallyday
La Bagarre
(16 janvier 1963) Les Bras en croix
(10 mai 1963)
Singles par Johnny Hallyday (1996)
Fool for love - Requiem pour un fou (en duo avec Michael Bolton)
(1996) La Ville des âmes en peine
(1996)
Tes tendres années est une chanson emblématique de la carrière de Johnny Hallyday.
Adaptation française, par Ralph Bernet, du titre Tender Years (enregistré dans un premier temps, en 1962, à Nashville, par Hallyday dans sa version originale), Tes tendres années est enregistrée à Paris début 1963, puis parait le 1er mars en super 45 tours et en avril sur le 33 tours 25 cm L'Idole des jeunes, ainsi que sur l'album Les Bras en croix.
Tes tendres années, plus qu'un succès d'époque, s'impose avec le temps comme un classique du chanteur, qui la reprend régulièrement sur scène.
En 1993, Sylvie Vartan fait à la scène une reprise remarquée du titre, qu'elle enregistre l'année suivante en studio sur l'album Sessions acoustiques.

## Histoire
Du 17 au 20 février 1962, Johnny Hallyday est (pour la première fois), en studio à Nashville, où il enregistre seize titres en anglais ; douze sont retenus pour l'album Sings America's Rockin' Hits, quatre, parmi lesquels Tender Years demeurent inédit en France durant près de trente ans.
De retour à Paris, le parolier Ralph Bernet propose au chanteur une adaptation du titre, qui en français devient Tes tendres années. Ce titre marque le début d'une fructueuse collaboration entre eux, riche de cinquante chansons et de nombreux succès. Hallyday pourtant séduit, n'enregistre le titre qu'en janvier 1963 et pour l'heure donne sa préférence à deux autres chansons de l'auteur Pas cette chanson et L'Idole des jeunes, très vite enregistrées qui deviennent deux grands succès de cette année 1962. L'année suivante, Tes tendres années compte parmi les succès du chanteur. À la scène, absente de son tour de chant à l'Olympia en 1964, la chanson est incluse dans un medley en introduction du récital dans cette même salle en 1965. Par la suite, durant plusieurs années le chanteur délaisse la quasi-totalité des titres de ses débuts et cela jusqu'en 1973, année où (pour la première fois), il réintroduit Tes tendres années à son répertoire ; un concept de la rétrospective musicale qui trouve son « point d'orgue » sur la scène du Palais des sports avec le spectacle Johnny Hallyday Story en 1976.
En 1993, Johnny Hallyday donne trois concerts au Parc des princes, l'occasion de quelques duos avec des proches du chanteurs, Michel Sardou, Eddy Mitchell, mais aussi David Hallyday et Sylvie Vartan. Depuis leur séparation en 1980, c'est la première fois que le couple se retrouve réuni à la scène. Sylvie Vartan (qui interprète deux titres en duo), pour son entrée en scène, chante Tes tendres années face à Johnny ; une interprétation a cappella très remarquée et saluée qui marque les esprits,. Tes tendres années par Sylvie Vartan sort en CD single quelques mois plus tard et la chanteuse enregistre le titre en studio, en 1994, dans une nouvelle version cette fois acoustique, tout comme Johnny Hallyday, mais à la scène, lors du Lorada Tour (1995-1996).
Jean-William Thoury souligne que l'emblématique Tes tendres années « comme Souvenirs, souvenirs, le temps passant, a évidemment pris une coloration nostalgique » ; Johnny Hallyday à la scène a encore repris le titre en 2012 et 2013.

### Sessions d'enregistrements et musiciens

#### Nashville
Sessions d'enregistrements à Nashville, au Bradley Recording Studio, du 17 au 20 février 1962, Tender Years :
- Shelby Singleton (en) : réalisation
- Mort Thomesson, Chuk Bradley, Shelby Singleton : ingénieurs du son

orchestre de Jerry Kennedy :
- Jerry Kennedy, Grady Martin (en), Harold Bradley : guitares
- Bob Moore : basse
- Buddy Harman (en) : batterie
- Floyd Cramer : piano
- Ray Stevens : claviers
- Boots Randolph, Bill Justis : saxophones
- Charlie McCoy : harmonica
- Merry Melody Singers, The Jordanaires, Gorden Stocker, Neil Manhews, Hoyt Howkins, Hugh Jarret : chœurs

#### Paris
Sessions d'enregistrements à Paris, au Studio DMS, en février 1963 :
Réalisé par Lee Hallyday, avec Roger Roche à la prise de son, Tes tendres années est enregistré sur les bases orchestres de Nashville.

## La chanson
La ballade Tes tendres années marque la première incursion de Johnny Hallyday dans la musique country.
Les paroles, dans la lignée du titre Souvenirs, souvenirs, se projettent dans un futur, où arrivé à un âge, la nostalgie aidant, on regrette « les jeunes années » et les amours qui les accompagnent :
«  Tu me dis que tu l'aimes

Je sais, tu dis vrai

Et pourtant moi je t'aime

Bien plus fort en secret

Un matin quand il partira

Quand tu pleureras

Dis-toi bien que tu vivais

Tes tendres années

[...]

Si mon cœur ne peut être

Pour toi le premier

J'attendrai afin d'être

Dans ta vie le dernier

Je serai dans ton avenir

Loin des souvenirs

Pour te faire oublier

Tes tendres années

 »
(paroles Ralph Bernet, extraits)

## Discographie
Johnny Hallyday
Tender Years, resté inédit durant 28 ans, le titre parait en 1990 sur le CD Nashville session 62 ;

En 2000, la réédition en CD de l'album Sings America's Rockin' Hits, inclus Tender Years en titre bonus.
Tes tendres années :

1963

1er mars :
- Super 45 tours Philips 432.861 BE[16] : Tes tendres années, Elle est terrible, Poupée brisée, Mashed potatoes time
- 45 tours promotionnel Philips 373 121[17] : Les Bras en croix, Tes tendres années

9 avril :
- 33 tours 25 cm Philips B 76571[18] L'Idole des jeunes

25 avril :
- 33 tours Philips B 77916 L (version monographique) 840521 BY / (version stéréophonique) Les Bras en croix[19]

Discographie live :
- 1965 : Olympia 1965 (inédit jusqu'en 2011 / Tes tendres années est incluse dans un medley)
- 1973 : Live Olympia 1973 (inédit jusqu'en 2012)
- 1976 : Johnny Hallyday Story - Palais des sports (incluse dans un medley)
- (1993 : Parc des Princes 1993 (interprété par Sylvie Vartan))
- 1996 : Lorada Tour, Live at the Aladdin Theatre (inédit jusqu'en 2003)
- 2013 : On Stage, Born Rocker Tour
- 2014 : Son rêve américain - Live au Beacon Theatre de New-York 2014 (sortie posthume en 2020)

Sylvie Vartan
1993
- CD 2 titres Philips 862 732-2[20] : Tes tendres années (enregistrement public), Sur tes lèvres (version studio) /  (nota : Johnny Hallyday n'apparait au côté de Sylvie Vartan que sur la photo, elle chante seule)
- CD promotionnel Philips 1705[21] : Tes tendres années (enregistrement public)
- Parc des Princes 1993 (participation de la chanteuse sur l'album d'Hallyday)

1994 :
- album studio Sessions acoustiques

## Classements hebdomadaires
| Classement (1963)                       | Meilleure position |
| --------------------------------------- | ------------------ |
| Région flamande                         | 9                  |
| France                                  | 2                  |
| Pays-Bas                                | 1                  |
| Belgique (Wallonie Ultratop 50 Singles) | 2                  |